# Damascus (Oregón)
Damascus es una ciudad ubicada en el condado de Clackamas en el estado estadounidense de Oregón. En el año 2009 tenía una población de 9.985 habitantes y una densidad poblacional de 900.9 personas por km².

## Geografía
Damascus se encuentra ubicada en las coordenadas 45°25′48″N 122°26′47″O / 45.43000, -122.44639.